# Flore de l'espace Caraïbe
Cet article recense des végétaux appartenant à la flore de l'espace caraïbe. 

## Phytodivisions des Caraïbes
L'espace Caraïbes comprend la phytorégion des Caraïbes, une zone d'une surface terrestre totale de 235 830 km2, regroupant notamment les Bahamas, les Grandes Antilles et les Petites Antilles. La région est l'une des trente-cinq phytodivisions définies par Armen Takhtajan dans son ouvrage Floristicheskie oblasti Zemli (en français, « Les régions floristiques du monde »). 
Cette phytodivision comprend des écorégions de forêts décidues humides tropicales et subtropicales, de forêts décidues sèches tropicales et subtropicales, de forêts de conifères tropicales et subtropicales, de prairies, savanes et terres arbustives tropicales et subtropicales, etc.

## Liste des végétaux des Caraïbes

### PalmiersetCycadales
- Bayal
- Brahéa doux
- Chamédorée, Palmier de montage
- Chou palmiste, Palmetto
- Cocotier
- Coccothrinax argenté
- Corosse
- Coyor
- Dioon
- Latanier bleu
- Palmier à huile africain
- Palmier Boucanier
- Palmier de Bismark
- Palmier de Noël
- Palmier chaume de Floride
- Palmier des Everglades
- Palmier pêche
- Palmier royal de Cuba
- Prestoa
- Yagua
- Zamia

### Arbreset arbustes
- Aki (fruit)
- Abricotier des Antilles
- Acajou amer
- Amandier
- Anacardier sauvage
- Arbre-à-pain
- Arbre-à-surelle
- Averse rose
- Avocatier
- Bélimbe
- Bambou
- Bois-canon
- Bois-pissenlit
- Cachiman
- Caimitier
- Cédratier
- Cerisier
- Chadèque
- Châtaignier
- Cordyline
- Corossol
- Courbaril
- Dragonnier fragrant ou Sandragon
- Eucalyptus
- Figuier pleureur
- Flamboyant
- Goyavier
- Limon
- Litchi
- Manguier
- Mangoustan
- Megaskepasma
- Oranger
- Pachystachys jaune
- Palmier à vis
- Papayer
- Plante-crevette
- Pois doux
- Pomelo
- Pommier-canellier
- Pommier-malacca
- Prunier de cythère
- Prunier d'Espagne
- Prunier mombin
- Quenettier
- Sanchezia
- Sapotillier
- Surettier
- Tamarinier
- Tabebuia trompette d'or
- Tulipier du Gabon

### Lianes et plantes grimpantes

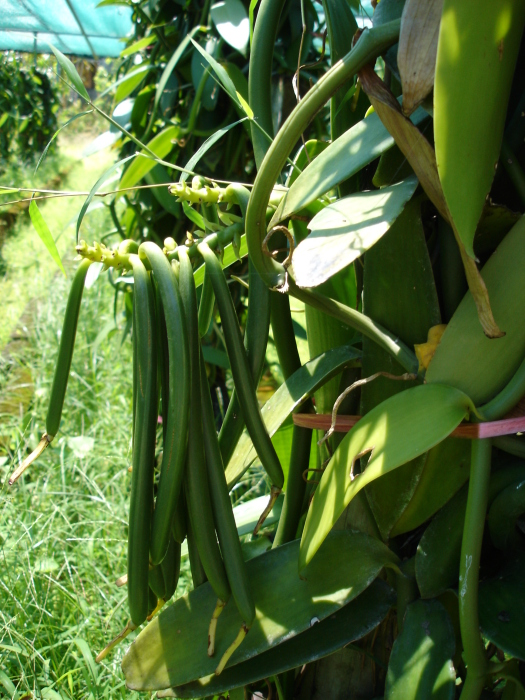
Gousses de vanille

- Ayote
- Barbadine
- Bougainvillée
- Christophine
- Fleur de la passion ou maracudja
- Grenadier
- Griffe-de-Chat
- Liane-de-feu
- Philodendron
- Vanille

### Plantes du littoral
- Amandier-pays
- Mancenillier
- Palétuvier rouge
- Raisinier-bord-de-mer

### Vivaces et graminées
- Alpinia
- Balisier
- Bananier
- Bananier nain
- Bégonia
- Canne à sucre
- Citronnelle
- Coste
- Lys rouge
- Pervenche de Madagascar

### Cactées et succulentes
- Agave
- Agave américain
- Aloès
- Figuier de Barbarie
- Langue-de-belle-mère
- Reine-de-la-nuit
- Sisal
- Yuca à feuille d'aloès

### Orchidées, épiphytes et fougères
- Cattleya
- Encyclia
- Fougère arborescente
- Fougère de Boston
- Gleichenia
- Masdevallia
- Reine de la nuit
- Sélaginelle
- Sobralia

### Broméliacées
- Ananas
- Bilbergie
- Bromelia
- Guzmania
- Néorégélia
- Tillandsia
- Vase d'argent
- Vriésia splendide

### Héliconias et balisiers
- Balisier bihaï
- Balisier des Caraïbes
- Heliconia aurantiaca
- Heliconia chartacea